# ジャック・フィニイ
ジャック・フィニイ（Jack Finney, 1911年10月2日 - 1995年11月16日） は、アメリカ合衆国のSF作家、推理作家、ファンタジー作家。姓はフィニイ（早川書房、角川書店）の他、フィニー、フィニィの表記もある。代表作は『盗まれた街』と『ふりだしに戻る』で、前者は1956年の映画『ボディ・スナッチャー/恐怖の街』とその後のリメイク作品の原作である。

## 来歴
ウィスコンシン州ミルウォーキーで生まれ、ジョン・フィニイと名付けられた。3歳のころ父を亡くし、父の名をとってウォルター・ブレイデン・フィニイと改名された。しかし通称は「ジャック」のままであり、生涯そう呼ばれることになった。イリノイ州のノックス大学を1934年に卒業する。マーガレット・ゲストと結婚し、2人の子供をもうけた。ニューヨークの広告代理店でコピーライターを務めていたが、1950年代初めごろにカリフォルニア州に移住する。カリフォルニア州ミルバレーに住んでいたが、肺炎と肺気腫が原因で同州グリーンブリーで死去した。

## 作家としての経歴
1947年、ミステリ専門誌『エラリー・クイーンズ・ミステリ・マガジン』の短編コンテストで、短編「未亡人ポーチ」（The Widow's Walk (Weak Spot)）によって特賞を受賞し、作家デビューした。処女長編『五人対賭博場』は1954年に出版され、翌年には映画化された。
長編『盗まれた街』（1955年）は1956年の映画『ボディ・スナッチャー/恐怖の街』の原作とされ、その後何度かリメイクされた。豆の莢から出現し、付近の人間に成り代わることで地球を侵略していく異星人を描いた話である。
もう1つの長編『クイーン・メリー号襲撃』（1959年）も映画化され、フランク・シナトラが豪華客船クイーン・メリー号から大胆な強奪を図るギャングのボスを演じた。
フィニイの最高傑作とされているのがSF長編小説『ふりだしに戻る』（1970年）である。ニューヨークで広告の仕事をしていた主人公サイモン・モーリーは、タイムトラベルを達成しようとする政府の秘密のプロジェクトに勧誘される。物理的な機械を使うのではなく、参加者が自身を特定の時代と場所の歴史や文化に置き、催眠または自己催眠によってタイムトラベルを達成するというのである。モーリーは1882年のニューヨークへと旅立つ。この小説は当時のニューヨークの市民生活を鮮明に描いている。モーリーは執筆当時には既に無くなっていた史跡（例えば、1939年まであった郵便局。現在のニューヨーク市庁舎南側の公園にあたる）や現存する史跡（例えば、セント・パトリック大聖堂は当時は5番街付近で最も背の高い建物だった）を多数目にした。
1987年、フィニイはナッシュビルで開催された世界幻想文学大会で世界幻想文学大賞生涯功労賞を受賞した。
短編「おかしな隣人」はスティーヴン・スピルバーグの『世にも不思議なアメージング・ストーリー』の一編として映像化されている。
『ふりだしに戻る』から25年後の1995年、フィニイは続編『時の旅人』を出版した。主人公は同じで、今度は1912年のマンハッタン中心部へと旅立つ。この作品を書き上げて間もなく、フィニイは84歳で亡くなった。
1998年にはフィニイの短編「愛の手紙」（1959年）を原作としたテレビ映画『The Love Letter』（出演: キャンベル・スコット、ジェニファー・ジェイソン・リー）が放映された。
ノックス大学のSFおよびファンタジーについての雑誌 "The Third Level"  は、フィニイの短編と同名の短編集『レベル3』にちなんで名付けられたものである。

## 著作リスト

### 長編
- 五人対賭博場 （5 Against the House, 1954年）
- 盗まれた街 （The Body Snatchers (Invasion of the Body Snatchers), 1955年）
映画『ボディ・スナッチャー/恐怖の街』（Invasion of the Body Snatchers, 1956年、米）の原作
映画『SF/ボディ・スナッチャー』（Invasion of the Body Snatchers, 1978年、米）の原作
映画『ボディ・スナッチャーズ』（Body Snatchers, 1993年、米）の原作
映画『インベージョン』（Invasion, 2007年、米）の原作
- 完全脱獄 （The House of Numbers, 1957年）
映画『0（ゼロ）番号の家』（House of Numbers, 1957年、米）の原作
- クイーン・メリー号襲撃 （Assault on a Queen, 1959年）
映画『クィーン・メリー号襲撃』（Assault on a Queen, 1966年、米）の原作
- 夢の10セント銀貨 （The Woodrow Wilson Dime, 1968年）
- ふりだしに戻る （Time and Again, 1970年）
- マリオンの壁 （Marrion's Wall, 1973年）
映画『マキシー 素敵な幽霊』（Maxie, 1985年、米）の原作
- 夜の冒険者たち （The Night People, 1977年）
- 時の旅人 （From Time to Time, 1995年）：『ふりだしに戻る』の後日譚

なお、ジャック・フィニイ著『バターより銃』（ハヤカワ・ポケット・ミステリNo.922）という本が存在するが、これは誤記で実際はニコラス・フリーリングの作品であり、フィニイの著作ではない。

### 短編集
- レベル3 （The Third Level (The Clock of Time), 1957年） 福島正実訳、早川書房〈異色作家短篇集〉2006年
  - レベル3 （The Third Level, 1950年）
  - おかしな隣人 （Such Interesting Neighbors, 1951年）
  - こわい （I'm Scared, 1951年）
  - 失踪人名簿 （Of Missing Persons, 1955年）
  - 雲のなかにいるもの （Something in a Cloud）
  - 潮時 （There Is a Tide..., 1952年）
  - ニュウズの蔭に （Behind the News）
  - 世界最初のパイロット （Quit Zoomin' Those Hands Through the Air, 1951年）
  - 青春一滴 （A Dash of Spring）
  - 第二のチャンス （Second Chance, 1956年）
  - 死人のポケットの中には （Contents of the Dead Man's Pockets, 1956年）

- ゲイルズバーグの春を愛す （I Love Galesburg in the Springtime, 1960年）
  - ゲイルズバーグの春を愛す （I Love Galesburg in the Spring-Time）
  - 悪の魔力 （Love, Your Magic Spell is Everwhere）
  - クルーエット夫妻の家 （Where the Cluetts Are）
  - おい、こっちをむけ! （Hey, Look At Me!）
  - もう一人の大統領候補 （A Possible Candidate for the Presidency）
  - 独房ファンタジア （Prison Legend）
  - 時に境界なし （Time Has No Boundaries）
  - 大胆不敵な気球乗り （The Intrepid Aeronaut）
  - コイン・コレクション （The Coin Collector）
  - 愛の手紙 （The Love Letter）

その他短編多数

## 関連作品
- 映画『ちょっとご主人貸して』（Good Neighbor Sam, 1964年、米）：監督：デイヴィッド・スウィフト、出演：ジャック・レモン、ロミー・シュナイダー。フィニイの作品が原作（日本語訳未刊）。
- PCゲーム『時を超えた手紙』：シンキングラビット社。フィニイの作品をモチーフにしたアドベンチャーゲーム。フィニイと思しき人物も作中に登場する。
- ラジオドラマ『盗まれた街』：「青春アドベンチャー」内にて放送。全10回